# Galip Tekin
Galip Tekin (1958-2017) est un auteur de bande dessinée turc.

## Biographie
D'abord auteur de récits humoristiques inspirés par l'œuvre d'Oğuz Aral (en), Tekin s'est orienté au début des années 1980 vers un style semi-réaliste influencé par la bande dessinée franco-belge contemporaine, notamment Moebius. 
Au fil des années il a travaillé pour plusieurs publications (journaux satiriques, presse généraliste, périodiques de bande dessinée) et ses histoires ont été recueillies dans de nombreux albums.
Tekin a également été un pionnier de l'étude de la bande dessinée en Turquie, l'enseignant à l'université du Bosphore à partir de 1985.